# Station Noisy - Champs
Noisy - Champs is een station in de Franse gemeente Noisy-le-Grand en het département van Seine-Saint-Denis.

## Geschiedenis
Het station is op 19 december 1980 geopend.

## Vorig en volgend station
| Richting                   | Vorig station               | Lijn  | Volgend station | Richting                 |
| -------------------------- | --------------------------- | ----- | --------------- | ------------------------ |
| Cergy-le-Haut A3 Poissy A5 | Noisy-le-Grand – Mont d'Est | RER A | Noisiel         | Marne-la-Vallée - Chessy |